# Sedbusk
Sedbusk – osada w Anglii, w hrabstwie North Yorkshire, w dystrykcie (unitary authority) North Yorkshire. Leży 82 km na północny zachód od miasta York i 341 km na północny zachód od Londynu.